# FIBA European Champions Cup 1975-1976
La Coppa dei Campioni 1975-1976 di pallacanestro maschile venne vinta dalla Pallacanestro Varese sponsorizzata Mobilgirgi.
Hanno preso parte alla competizione 23 squadre. Dopo due turni iniziali ad eliminazione diretta con gare di andate e ritorno (e somma dei punti), è stata organizzata una fase a gruppi valevole per la qualificazioni alle semifinali; queste ultime sono state giocate con gare di andata e ritorno. La finale è stata organizzata a Ginevra.

## Risultati

### Primo turno
Le gare di primo turno sono state giocate il 30 ottobre ed il 6 novembre 1975.
| Team #1         | Agg.      | Team #2         | Andata | Ritorno |
| --------------- | --------- | --------------- | ------ | ------- |
| Beşiktaş JK     | 151 - 173 | Federale Lugano | 90-70  | 61-103  |
| Zamalek         | 133 - 167 | Academic Sofia  | 69-74  | 64-93   |
| Resovia Rzeszów | 185 - 137 | Jaala CS Aleppo | 109-67 | 76-70   |
| Alvik Stoccolma | 134 - 135 | Turun NMKY      | 76-67  | 58-68   |

### Ottavi di finale
Le gare di ottavi di finale sono state giocate il 20 novembre e il 27 novembre 1975. È automaticamente qualificata ai quarti di finale il Mobilgirgi Varese, campione in carica; così come accedono al turno successivo lo Zadar, l'ASVEL, il Racing Mechelen e il Maccabi Tel-Aviv.
| Team #1             | Agg.      | Team #2        | Andata | Ritorno |
| ------------------- | --------- | -------------- | ------ | ------- |
| ÍR Reykjavík        | 0 - 4     | Real Madrid    | 0-2    | 0-2     |
| T71 Dudelange       | 123 - 207 | Forst Cantù    | 76-97  | 47-110  |
| Federale Lugano     | 162 - 158 | Dukla Olomouc  | 91-73  | 71-85   |
| MTV Gießen          | 158 - 159 | Academic Sofia | 89-75  | 69-84   |
| Resovia Rzeszów     | 156 - 164 | Union Vienna   | 83-88  | 73-76   |
| Embassy All-Stars   | 153 - 207 | Rotterdam-Zuid | 87-90  | 66-117  |
| Panathinaikos Atene | 151 - 156 | Turun NMKY     | 96-78  | 55-78   |

### Quarti di finale

#### Gruppo A
|    | Squadra           | G | V | P | PF  | PS  | Dif  | P.ti |
| -- | ----------------- | - | - | - | --- | --- | ---- | ---- |
| 1. | Mobilgirgi Varese | 5 | 5 | 0 | 886 | 729 | +157 | 10   |
| 2. | ASVEL             | 5 | 4 | 1 | 783 | 764 | +19  | 9    |
| 3. | Racing Mechelen   | 5 | 3 | 2 | 847 | 780 | +67  | 8    |
| 4. | Academic Sofia    | 5 | 1 | 4 | 813 | 871 | -56  | 6    |
| 5. | Turun NMKY        | 5 | 1 | 4 | 784 | 913 | -129 | 6    |
| 6. | Zadar             | 5 | 1 | 4 | 817 | 873 | -56  | 6    |

#### Gruppo B
|    | Squadra          | G | V | P | PF   | PS   | Dif  | P.ti |
| -- | ---------------- | - | - | - | ---- | ---- | ---- | ---- |
| 1. | Real Madrid      | 5 | 5 | 0 | 1070 | 869  | +201 | 10   |
| 2. | Forst Cantù      | 5 | 4 | 1 | 960  | 849  | -111 | 9    |
| 3. | Maccabi Tel-Aviv | 5 | 3 | 2 | 894  | 905  | -11  | 8    |
| 4. | Union Vienna     | 5 | 2 | 3 | 833  | 839  | -6   | 7    |
| 5. | Rotterdam-Zuid   | 5 | 1 | 4 | 855  | 1025 | -170 | 6    |
| 6. | Federale Lugano  | 5 | 0 | 4 | 859  | 984  | -125 | 5    |

|  | Qualificate alle semifinali |
|  | Eliminata                   |

### Semifinali
Le semifinali sono state giocate il 11 marzo 1976 (gare di andata) e il 18 marzo 1976 (gare di ritorno).
| Team #1           | Agg.      | Team #2     | Andata | Ritorno |
| ----------------- | --------- | ----------- | ------ | ------- |
| Real Madrid       | 212 - 178 | ASVEL       | 113-77 | 99-101  |
| Mobilgirgi Varese | 173 - 155 | Forst Cantù | 95-85  | 78-70   |

### Finale
| Team #1           | Agg.    | Team #2     |
| ----------------- | ------- | ----------- |
| Mobilgirgi Varese | 81 - 74 | Real Madrid |

Varese:
Campion 7, Iellini, Gualco, Salvaneschi, Zanatta 14, Morse 28, Ossola 7, Meneghin 25, Bisson, Rizzi.
Real Madrid:
 Brabender 22, Ramos, Cristobal 2, Cabrera 6, Paniagua, Walter 24, Corbalan, Rullan 2, Luyk 2, Coughram 16, Rodriguez.
| Coppa dei Campioni 1975-1976   |
| ------------------------------ |
| Pallacanestro Varese 5º titolo |

## Formazione vincitrice

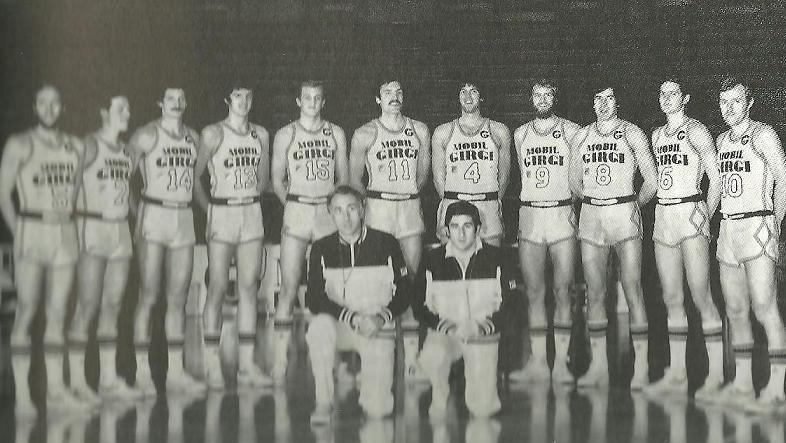
La formazione della Pallacanestro Varese 1975-76

| N° | Naz.                   | Ruolo | Sportivo          |  | Alt. |  |
| -- | ---------------------- | ----- | ----------------- |  | ---- |  |
| 4  | Stati Uniti (bandiera) | C     | Bill Campion      |  |      |  |
| 5  | Italia (bandiera)      | P     | Giulio Iellini    |  |      |  |
| 6  | Italia (bandiera)      | A     | Maurizio Gualco   |  |      |  |
| 7  | Italia (bandiera)      | P     | Mauro Salvaneschi |  |      |  |
| 8  | Italia (bandiera)      | GA    | Marino Zanatta    |  |      |  |
| 9  | Stati Uniti (bandiera) | A     | Bob Morse         |  |      |  |
| 10 | Italia (bandiera)      | P     | Aldo Ossola       |  |      |  |
| 11 | Italia (bandiera)      | C     | Dino Meneghin     |  |      |  |
| 13 | Italia (bandiera)      | C     | Enzo Carraria     |  |      |  |
| 14 | Italia (bandiera)      | AG    | Ivan Bisson       |  |      |  |
| 15 | Italia (bandiera)      | C     | Sergio Rizzi      |  |      |  |
|    | Italia (bandiera)      | A     | Alberto Mottini   |  |      |  |
|    | Italia (bandiera)      | A     | Stefano Bechini   |  |      |  |
|    | Italia (bandiera)      | A     | Riccardo Montesi  |  |      |  |
|    | Italia (bandiera)      | All.  | Sandro Gamba      |  |      |  |